# Google Play Books
Google Play Books – księgarnia internetowa e-booków prowadzona przez Google, uruchomiona pod koniec 2010 roku. Stanowi część sklepu Google Play.
Zakupy dokonane w księgarni Google są przechowywane online i związane z kontem Google klienta. Mogą one być odczytywane w trybie online albo pobrane do odczytu offline.
Przechowywanie zakupionych książek na serwerach Google pozwala teoretycznie na odczytywanie e-booków we wszystkich formatach.